# Harlakoppa, Hangal
Harlakoppa là một làng thuộc tehsil Hangal, huyện Haveri, bang Karnataka, Ấn Độ.